# Clubiona pseudopteroneta
Clubiona pseudopteroneta är en spindelart som beskrevs av Raven och Kylie S. Stumkat 2002. Clubiona pseudopteroneta ingår i släktet Clubiona och familjen säckspindlar.
Artens utbredningsområde är Queensland. Inga underarter finns listade i Catalogue of Life.